# Handball aux Jeux méditerranéens de 1967
Navigation
Alger 1975
La compétition de handball aux Jeux méditerranéens de 1967 se déroule en septembre 1967 à Tunis en Tunisie.
La Yougoslavie remporte le tournoi masculin, composé de quatre équipes.
La Fédération française de handball décide de ne pas envoyer d'équipe au tournoi, malgré les demandes de la Fédération tunisienne de handball et de l'ambassade de France en Tunisie, citant comme motifs « le renouvellement quasi-total de l'équipe de France, la période choisie trop avancée et les incidences financières ».

## Tournoi masculin
Les résultats du tournoi sont les suivants,, :
|   | Équipe      | Pts | J | G | N | P | Bp | Bc | Diff |
| - | ----------- | --- | - | - | - | - | -- | -- | ---- |
| 1 | Yougoslavie | 6   | 3 | 3 | 0 | 0 | 79 | 30 | 49   |
| 2 | Espagne     | 4   | 3 | 2 | 0 | 1 | 44 | 42 | 2    |
| 3 | Tunisie     | 2   | 3 | 1 | 0 | 2 | 33 | 56 | -23  |
| 4 | Algérie     | 0   | 3 | 0 | 0 | 3 | 30 | 58 | -28  |

| Date              | Équipe 1    | Score   | Équipe 2    |
| ----------------- | ----------- | ------- | ----------- |
| 7 septembre 1967  | Algérie     | 6 – 11  | Tunisie     |
| 10 septembre 1967 | Yougoslavie | 15 – 11 | Espagne     |
| 11 septembre 1967 | Tunisie     | 13 – 15 | Espagne     |
| 12 septembre 1967 | Algérie     | 10 – 29 | Yougoslavie |
| 15 septembre 1967 | Algérie     | 14 – 18 | Espagne     |
| 15 septembre 1967 | Tunisie     | 9 – 35  | Yougoslavie |

## Statistiques et récompenses

### Meilleurs buteurs
Les meilleurs buteurs sont :
| Rang | Joueur           | Équipe      | Buts |
| ---- | ---------------- | ----------- | ---- |
| 1    | Albin Vidović    | Yougoslavie | 17   |
| 2    | Juan Morera (en) | Espagne     | 13   |
| 3    | Nebojša Popović  | Yougoslavie | 11   |
| 4    | Hrvoje Horvat    | Yougoslavie | 10   |
| 5    | Driss Lamdjadani | Algérie     | 9    |

### Joueur fair-play du tournoi
L'Algérien Driss Lamdjadani est nommé joueur fair-play du tournoi.

## Effectif des équipes

### Équipe de Yougoslavie, médaille d'or
L'effectif de la Yougoslavie, vainqueur de la compétition, était composé de, :
- Petar Fajfrić (en)
- Hrvoje Horvat
- Milorad Karalić
- Branislav Pokrajac
- Nebojša Popović
- Albin Vidović
- Zoran Živković
- Miroslav Klišanin
- Slobodan Koprivica
- Boris Kostić
- Josip Milković
- Ivan Uremović
- Miroslav Pribanić (en)[7]

Entraîneur
- Vlado Stenzel (en)

### Équipe d'Espagne, médaille d'argent
L'effectif de l'Espagne, deuxième de la compétition, était composé de, :
- Jesús Guerrero (en)
- Jose Hualde
- Jesus Alcalde
- Antonio Andreu (en)
- Santiago Gil
- Francisco López
- José Rochel (es)
- Arné Roland
- Jose Andonegui
- Fermin Ibarrola
- Juan Morera (en)
- Jose Gamboa
- Antonio Almandoz

### Équipe d'Algérie, quatrième
Parmi les joueurs, on trouve, :
- Ben Elkadi
- Bakouche
- Fayçal Hachemi (gardien)
- Boukhobza
- Driss Lamdjadani
- Meskouri
- Benabdellah
- Nadjib
- Rabah Chebira
- Debiche
- Menia
- Ikhlef
- Djoudi
- Betahar
- Lakhdar Driss.

Entraîneurs : 
- Pavel Bohenski
- Benbelkacem